# !Action Pact!
Gli !Action Pact! sono stati un gruppo punk rock britannico fondato nel 1981, considerato uno fra i più abrasivi gruppi pop-punk dei primi anni '80, grazie alle grida da sirena della cantante George Cheex, e uno fra i più significativi gruppi del sudest inglese, dotati di un ottimo senso melodico, di un'acuta coscienza sociale e con una fra le più potenti e caratteristiche voci femminili che abbiano mai impreziosito la scena punk. L'impatto del gruppo è stato sostanzialmente limitato alla scena punk britannica dell'inizio degli anni '80; ma i loro lavori sono stati frequentemente ristampati nei quattro decenni successivi.

## Storia
Gli !Action Pact! nacquero a Stanwell nel Middlesex con il nome di The Bad Samaritans. Il gruppo inizialmente era formato da The John from Dead Mans Shadow alla voce, Wild Planet alla chitarra elettrica, Dr. Phibes al basso elettrico e Joe Fungus alla batteria.
Poco dopo John venne sostituito dalla solista George Cheex (vero nome Alison Charles), che era quindicenne come Joe Fungus. Il primo EP lanciato sul mercato fu Heathrow Touchdown (Subversive Records) nell'ottobre 1981. Con le due canzoni London Bouncers e All Purpose Action Footwear, ottenne l'attenzione del DJ John Peel. Grazie al suo aiuto suonarono in un concerto del 1982 People, Suicide Bag, Mindless Aggression, Losers e Cowslick Blues.
Il risultato fu abbastanza soddisfacente da ottenere un contratto con la Fall Out Records, per la quale produssero l'EP Suicide Bag nel luglio 1982, raggiunse il sesto nella classifica Indie britannica.
Recensioni decisamente negative sono presenti su Maximumrocknroll, dove la musica del gruppo è definita noiosa, o banale musica da sottofondo, nel migliore dei casi "semi-interessante" o "con una buona produzione, ma non proprio eccitante".

## Formazione
- The John from Dead Mans Shadow - voce
- Wild Planet - chitarra elettrica
- Dr. Phibes - basso elettrico
- Joe Fungus - batteria

## Discografia

### Album
- 1983 - Mercury Theatre - On the Air! (UK Fall Out)
- 1984 - Survival of the Fattest (UK Fall Out)
- 1995 - The Punk Singles Collection (raccolta, Captain Oi!)

### Singoli/EP
- 1981
  - Heathrow Touchdown (EP, Subversive – split con i Dead Man’s Shadow)
- 1982
  - Suicide Bag (EP, Fall Out)
- 1983
  - London Bouncers (EP)
  - People
  - Question of Choice (Fall Out)
- 1984
  - Yet Another Dole Queue Song (EP, Fall Out)
  - Cocktail Credibility (Fall Out)